# Département de General Pedernera
Le département de General Pedernera est une des neuf subdivisions de la province de San Luis, en Argentine. Son chef-lieu est la ville de Villa Mercedes.

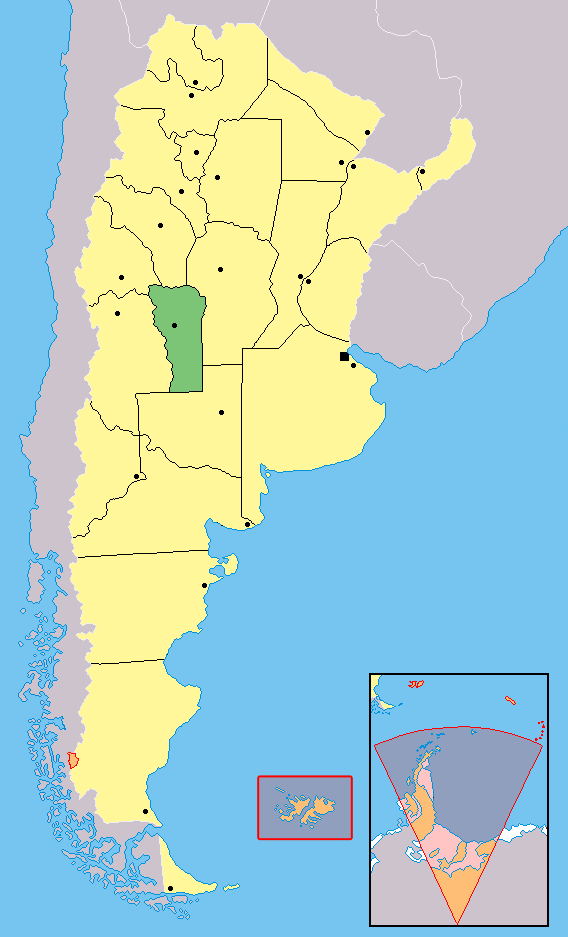
Localisation de la province de San Luis en Argentine

Il a une superficie de 15 057 km2 et comptait 110 814 habitants en 2001.